# 11815 Viikinkoski
11815 Viikinkoski este o planetă minoră (asteroid) din centura de asteroizi. A fost descoperită pe 2 martie 1981 la Observatorul Siding Spring de Schelte J. Bus și a fost numită după Matti Viikinkoski⁠(d). 
Obiectul prezintă o orbită caracterizată de o semiaxă mare de 2,5814789 UAi, o excentricitate de 0,17, o înclinație de 3,47751 ° în raport cu ecliptica.